# クリスティアン・ウルリヒ1世 (ヴュルテンベルク＝エールス公)
クリスティアン・ウルリヒ1世（Herzog Christian Ulrich I. von Württemberg-Oels, 1652年4月9日 - 1704年4月5日）は、シレジアのヴュルテンベルク＝エールス公。

## 生涯
ヴュルテンベルク＝エールス公ジルフィウス1世ニムロートとその妻でエールス公カール・フリードリヒ1世の娘エリーザベト・マリーの間の第4子、三男として生まれた。1669年、長兄のカール・フェルディナント（1650年 - 1669年）が死去したためにベルンシュタット公国を代わりに相続した。1697年に次兄のジルフィウス・フリードリヒが嗣子の無いまま死ぬと、ベルンシュタットを甥のカールに譲り、自らはエールス公領およびユリウスブルク、メツィボルとトレプニッツの所領を受け継いだ。
1698年、ザンクト・ヨハンネス城（Schloss- und Hofkirche St. Johannes）内の宮廷教会に公爵家の墓廟を増築したほか、エールス城（Schloss Oels）に貴重な美術品と書物のコレクションを築き上げた。また1685年にザクセン貴族のプリットヴィッツ家（Prittwitz）からノイドルフ（Neudorf）の所領を買い上げ、1692年までに7年をかけてバロック様式の城館と村を建築した。城の名前は2番目の妻ジビュレ・マリーに因み、ジビュレノルトと名付けられた。1704年に死去し、自らが建立した公爵家霊廟に埋葬された。

## 子女
1672年3月13日にベルンブルクにおいて、アンハルト＝ベルンブルク侯クリスティアン2世の娘アンナ・エリーザベト（1647年 - 1680年）と最初の結婚をした。夫妻は間に7人の子女をもうけた。
- ルイーゼ・エリーザベト（1673年 - 1736年） - 1688年、ザクセン＝メルゼブルク＝ラウフシュタット公フィリップと結婚
- クリスティアン・ウルリヒ（1674年）
- レオポルト・ヴィクトル（1675年 - 1676年）
- フリーデリケ・クリスティーネ（1676年）
- ゾフィー・アンゲリカ（1677年 - 1700年） - 1699年、ザクセン＝ツァイツ＝ペーガウ＝ノイシュタット公フリードリヒ・ハインリヒと結婚
- エレオノーレ・アモーネ（1678年 - 1679年）
- テオドージア（1680年）

1683年10月23日にドーバールークにおいて、ザクセン＝メルゼブルク公クリスティアン1世の娘ジビュレ・マリー（1667年 - 1693年）と再婚し、間に7人の子女をもうけた。
- クリスティーネ・マリー（1685年 - 1696年）
- クリスティアン・エルトマン（1686年 - 1689年）
- エレオノーレ・ヘートヴィヒ（1687年 - 1688年）
- ウルリーケ・エルトムーテ（1689年 - 1690年）
- カール・フリードリヒ2世（1690年 - 1761年） - ヴュルテンベルク＝エールス公
- クリスティアン・ウルリヒ2世（1691年 - 1734年） - ヴュルテンベルク＝ヴィルヘルミーネノルト公
- エリーザベト・ジビュレ（1693年 - 1694年）

1695年2月4日にハンブルクにおいて、オストフリースラント侯エンノ・ルートヴィヒの娘ゾフィー・ヴィルヘルミーネ（1659年 - 1698年）と3度目の結婚をし、間に娘を1人もうけた。
- アウグステ・ルイーゼ（1698年 - 1739年） - 1721年、ザクセン＝ヴァイセンフェルス＝バルビ公ゲオルク・アルブレヒトと結婚

1700年12月6日にギュストローにおいて、メクレンブルク公グスタフ・アドルフの娘ゾフィー（1662年 - 1738年）と4度目の結婚をしたが、間に子供は無かった。